# ORP Piorun (G65)
La ORP Piorun (Pennant number G65) fu un cacciatorpediniere della Classe N, entrata in servizio nel novembre del 1940; costruita originariamente per la Royal Navy britannica con il nome di HMS Nerissa, venne trasferita alla marina militare polacca poco dopo il suo varo, prestando servizio con essa per tutta la durata della seconda guerra mondiale. Alla fine del conflitto ritornò alla marina britannica con il nome di HMS Noble, rimanendo in servizio fino al 1953.

## Storia
Impostata nei cantieri John Brown & Company di Clydebank il 26 luglio 1939, la nave venne varata il 7 maggio 1940 con il nome di Nerissa, seconda unità a portare questo nome nella marina britannica; nell'ottobre del 1940 la nave venne trasferita alla marina polacca in sostituzione del cacciatorpediniere ORP Grom (affondato al largo delle coste norvegesi il 4 maggio 1940), ed entrò in servizio il 4 novembre seguente con il nome di ORP Piorun ("fulmine" in lingua polacca).
Sotto il comando del comandante Eugeniusz Pławski, la Piorun venne inserita nella 7th Destroyer Flotilla della Home Fleet, facendo base nelle acque britanniche; venne impiegata come scorta sia ai convogli navali diretti in Gran Bretagna, sia alle unità maggiori britanniche, accompagnando le sortite delle corazzate della Home Fleet. A metà maggio del 1941, mentre si trovava a Clydebank per dei lavori, fornì fuoco contraereo durante i blitz dei bombardieri della Luftwaffe.

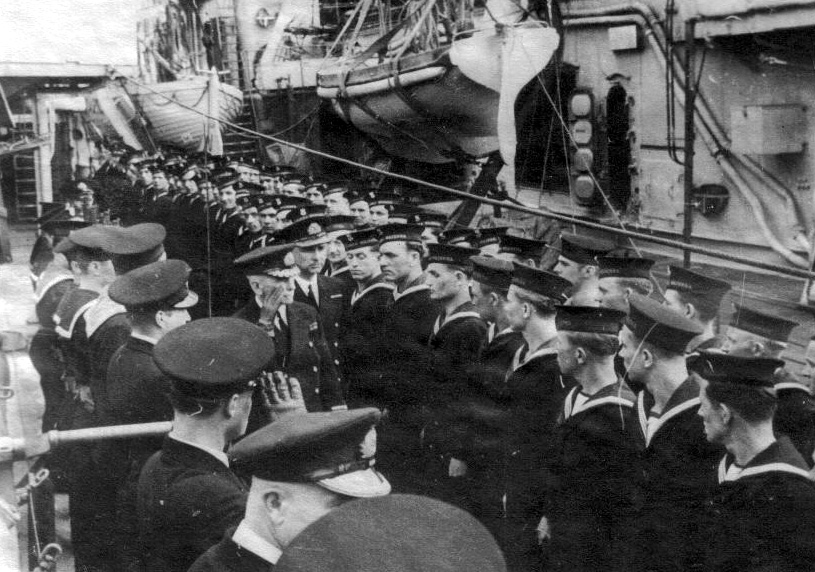
Il cacciatorpediniere rientra a Plymouth dopo lo scontro con la corazzata tedesca Bismarck

Il 25 maggio seguente, mentre faceva da scorta al convoglio WS-8B diretto nell'oceano indiano, venne distaccata insieme ad altri cacciatorpediniere britannici per partecipare alla ricerca della corazzata tedesca Bismarck nell'Atlantico settentrionale; il giorno seguente, la formazione (composta, oltre che dalla Piorun, anche dai cacciatorpediniere HMS Cossack, HMS Zulu, HMS Sikh e HMS Maori) ricevette una segnalazione radio intorno alle 11:00 che poneva la Bismarck a sole 50 miglia di distanza, e le unità Alleate si lanciarono subito all'inseguimento. Intorno alle 22:37 la Piorun, che nel buio aveva perso il contatto con il resto della formazione, avvistò una nave di grosse dimensioni, inizialmente scambiata per l'incrociatore britannico HMS Sheffield; il comandante Pławski si avvicinò per segnalare con una lampada Aldis, ma per tutta risposta ricevette una serie di colpi sparati dai pezzi di grosso calibro della Bismarck. Per i 59 minuti successivi le due navi si scambiarono una serie di bordate, senza provocarsi danni significativi; gli altri cacciatorpediniere, richiamati dallo scontro, giunsero sulla scena e tentarono di attaccare la grossa corazzata tedesca con i siluri, ma tutti i colpi andarono a vuoto. La Piorun ruppe il contatto con la Bismarck intorno alle 23:36, rientrando a Plymouth per via della penuria di carburante.
Nei mesi successivi prese parte alla battaglia dell'Atlantico, scortando i convogli Alleati e facendo spesso la spola da un versante all'altro dell'oceano Atlantico; dopo lavori di riparazione, nel giugno del 1943 venne trasferita alla 24th Destroyer Flotilla della Mediterranean Fleet per servire nel teatro del Mediterraneo. Il 10 luglio 1943 la Piorun prese parte all'sbarco in Sicilia davanti alle coste della Sicilia, facendo da schermo alle corazzate della forza di copertura; il 9 settembre seguente prese invece parte all'Operazione Avalanche (lo sbarco a Salerno), fornendo fuoco di copertura alla forza d'invasione. Continuò ad operare al largo delle coste italiane fino all'8 novembre, quando venne rinviata in Gran Bretagna per le riparazioni; rientrata in servizio, nel giugno del 1944 prese parte all'operazione Overlord, facendo da copertura alla forza d'invasione. Il 9 giugno intercettò alcuni cacciatorpediniere tedeschi nei pressi di Île-de-Batz, mentre il 13 giugno seguente contribuì all'affondamento del dragamine tedesco M343 al largo dell'isola di Jersey.
Continuò ad operare nel canale de La Manica fino al termine delle ostilità; rimase sotto controllo polacco fino al giugno del 1946, quando ritornò alla Royal Navy con il nome di HMS Noble (il suo precedente nominativo era stato assegnato ad un dragamine della classe Algerine). Inserita nella Riserva della Flotta, venne posta in disarmo nel 1953; venne progettato di trasformare la nave in una fregata anti-sommergibile classe Type 16, ma in seguito il progetto venne abbandonato e la nave venne venduta per la demolizione nel settembre del 1955, finendo demolita a Dunston on Tyne nel dicembre seguente.